# Adaora Elonu
Adaora Nnenna Elonu (n. Houston, el 28 de abril de 1990) es una jugadora de baloncesto con pasaporte nigeriano y estadounidense. Mide 1,85 m y actualmente juega en el
Uni Girona CB
en la posición de ala-pívot.
Jugó en la universidad de Texas A&M, con quien ganó el Campeonato NCAA femenino de 2011.
En la temporada 2012-13 jugó para el Hapoel Galil Elyon israelí, tras la cual se trasladó a España para jugar con el Beroil–Ciudad de Burgos. Al final de la temporada,  firmó con el CB Conquero de Huelva, donde permaneció 2 años, logrando la Copa de la Reina en 2016, en la que fue designada MVP de la Copa y de la Liga. A pesar de ello, siendo una temporada convulsa para la jugadora, que se negó a jugar en diversas ocasiones debido a los impagos del club., firmó por el CB Avenida para la temporada 2016-17.
Ha jugado con el equipo nacional del Nigeria con quien consiguió la medalla de bronce en el AfroBasket femenino 2015, en el que fue elegida integrante del quinteto ideal del campeonato.
Es hermana del también jugador de baloncesto profesional Chinemelu Elonu.

## Carrera
- 2008-12: Texas A&M  Estados Unidos. NCAA División I.
- 2012-13: Galil Eliol  Israel.
- 2013-14: Beroil–Ciudad de Burgos  España. Liga Femenina de Baloncesto.
- 2014-2016: CB Conquero  España. Liga Femenina de Baloncesto.
- 2016-2019: Perfumerías Avenida  España. Liga Femenina de Baloncesto.
- 2019-actualidad: Uni Girona CB  España. Liga Femenina de Baloncesto.

## Palmarés
- Liga Femenina (2): 2016/17, 2017/18.
- Copa de la Reina (4): 2015/16, 2016/17, 2017/18, 2018/19.
- Supercopa de España (3): 2016/17, 2017/18, 2019/20.